# Copa Rio Grande do Sul de Futebol Sub-20 de 2016
A Copa Rio Grande do Sul Sub-20 de 2016, oficialmente denominada I Copa Internacional Ipiranga Sub-20 de 2016 devido a acordos de patrocínio, foi a 11.ª edição deste evento esportivo, um torneio nacional de futebol masculino de categoria de base organizado pela Federação Gaúcha de Futebol (FGF).
O torneio foi dividido em quatro fases distintas e contou com a participação de 20 clubes, ocorrendo entre os dias 3 e 18 de dezembro. A fase inicial consistiu na formação de quatro grupos, nos quais os times se enfrentaram em jogos de turno único dentro de suas respectivas chaves. Nas etapas seguintes, a definição dos classificados para as fases posteriores ocorreu por meio de confrontos eliminatórios em partidas únicas, com a quantidade de clubes sendo progressivamente reduzida até a disputa da final.
O São Paulo conquistou o título, o segundo consecutivo, ao vencer o Botafogo nos pênaltis, após um empate de 2 a 2 no tempo regulamentar. O clube paulista foi campeão com um time alternativo, devido ao adiamento da conclusão de outras competições em que estava envolvido.

## Antecedentes
Fundada em 2006, a Copa Rio Grande do Sul foi realizada por nove edições com o nome de Campeonato Brasileiro, devido a uma parceria entre a FGF e a Confederação Brasileira de Futebol (CBF). Em 2015, a parceria chegou ao fim, quando a entidade nacional passou a organizar seu próprio campeonato, o que obrigou a federação estadual a mudar o nome da competição. Em 2016, a competição da FGF passou a incluir clubes de futebol da América Latina e foi oficialmente denominada I Copa Internacional Sub-20, gerando dúvidas sobre se seria uma nova competição ou uma continuidade da anterior. Contudo, em 2018, a federação reconheceu oficialmente as edições anteriores a 2015 como integrantes do histórico da competição.
O Club Guaraní, do Paraguai, estava confirmado na competição, mas após sua desistência, a Chapecoense assumiu a vaga restante.  No entanto, após o trágico acidente com a equipe principal da Chapecoense e a decisão de utilizar jogadores do time sub-20 na temporada de 2017, o clube optou por desistir da competição, e a vaga foi repassada para a Ponte Preta. Também em função do acidente, o São Paulo decidiu disputar a competição com um elenco alternativo, formado por jogadores do sub-19 e sub-17. Isso ocorreu porque as decisões da Copa do Brasil e do Campeonato Paulista, nas quais o clube estava envolvido, e que inicialmente estavam previstas para serem concluídas antes do início da Copa Rio Grande do Sul, foram adiadas, impactando o cronograma da equipe.

## Formato e participantes
Assim como nas edições anteriores, a Copa Rio Grande do Sul Sub-20 de 2016 contou com a participação de 20 clubes, divididos em quatro grupos. Os clubes se enfrentaram em turno único dentro de suas chaves, classificando-se os dois primeiros de cada grupo. Nas fases seguintes, os classificados foram definidos por confrontos eliminatórios em partidas únicas, com a chave previamente estabelecida.
| Federação                                            | Equipe               | Títulos               |
| ---------------------------------------------------- | -------------------- | --------------------- |
| Argentina                                            | Atlético Rafaela     | —                     |
| Bahia                                                | Vitória              | —                     |
| Chile                                                | Universidad de Chile | —                     |
| Minas Gerais                                         | Atlético Mineiro     | —                     |
| Minas Gerais                                         | Cruzeiro             | 3 (2007, 2010 e 2012) |
| México                                               | Toluca               | —                     |
| Rio de Janeiro \|style="text-align: left;"\|Botafogo | —                    |                       |
| Rio de Janeiro \|style="text-align: left;"\|Botafogo | Flamengo             | —                     |
| Rio de Janeiro \|style="text-align: left;"\|Botafogo | Fluminense           | —                     |
| Rio de Janeiro \|style="text-align: left;"\|Botafogo | Vasco da Gama        | —                     |
| Rio Grande do Sul                                    | Grêmio               | 2 (2008 e 2009)       |
| Rio Grande do Sul                                    | Internacional        | 2 (2006 e 2013)       |
| Santa Catarina                                       | Criciúma             | —                     |
| São Paulo                                            | Corinthians          | 1 (2014)              |
| São Paulo                                            | Palmeiras            | —                     |
| São Paulo                                            | Ponte Preta          | —                     |
| São Paulo                                            | Santos               | —                     |
| São Paulo                                            | São Paulo            | 1 (2015)              |
| Uruguai                                              | Nacional             | —                     |
| Uruguai                                              | Peñarol              | —                     |

## Primeira fase
A fase inicial do torneio foi realizada entre os dias 3 e 12 de dezembro. No primeiro grupo, Ponte Preta e Fluminense garantiram a classificação. O clube paulista liderou a chave com nove pontos, um a mais que a equipe carioca. No segundo grupo, o Santos foi o líder, também com nove pontos, seguido pelo Flamengo. No terceiro grupo, o Palmeiras foi o único clube a vencer todas as partidas da primeira fase, com o Grêmio em segundo. Por fim, no Grupo 4, o São Paulo liderou a chave, com o Botafogo garantindo a classificação em segundo lugar.

## Fases finais
Após a primeira fase, os oito classificados avançaram para os jogos eliminatórios. Nas quartas de final, Botafogo, Flamengo e Fluminense venceram seus adversários por 3 a 0, enquanto o São Paulo garantiu a classificação ao derrotar o Grêmio por 2 a 1. Botafogo e São Paulo asseguraram as vagas na final ao vencerem seus adversários nas semifinais pelo placar mínimo. A partida final foi realizada no dia 18 de dezembro, no campo da PUCRS, em Porto Alegre. O São Paulo controlou o ritmo da partida, pressionando o Botafogo para a defesa, mas os cariocas se destacavam na defesa e saíam perigosamente no contra-ataque. Aos 32 minutos, o time botafoguense teve um pênalti a seu favor, que foi convertido por Igor Cássio, garantindo uma vantagem que foi mantida até o intervalo. Precisando do empate, o São Paulo voltou para o segundo tempo com mais intensidade e alcançou seu objetivo aos 9 minutos, com Léo Natel. No entanto, o Botafogo reconquistou a vantagem aos 25 minutos, com Amílcar, após o único contra-ataque bem-sucedido do time carioca naquele período. Cinco minutos depois, o empate foi restabelecido, agora com Oliveira. Com o placar igualado, a decisão foi para os pênaltis, onde o São Paulo se saiu vitorioso por 5 a 3.
|  | Quartas de final | Quartas de final |            |       | Semifinais | Semifinais |  |  | Final | Final |
|  |                  |                  |            |       |            |            |  |  |       |       |
|  |                  |                  |            |       |            |            |  |  |       |       |
|  |                  |                  |            |       |            |            |  |  |       |       |
|  | Ponte Preta      | 0                |            |       |            |            |  |  |       |       |
|  | Ponte Preta      | 0                |            |       |            |            |  |  |       |       |
|  | Flamengo         | 3                |            |       |            |            |  |  |       |       |
|  | Flamengo         | 3                | Flamengo   | 0     |            |            |  |  |       |       |
|  |                  |                  | Flamengo   | 0     |            |            |  |  |       |       |
|  |                  | Botafogo         | 1          |       |            |            |  |  |       |       |
|  | Palmeiras        | Botafogo         | 1          | 0     |            |            |  |  |       |       |
|  | Palmeiras        |                  |            | 0     |            |            |  |  |       |       |
|  | Botafogo         | 3                |            |       |            |            |  |  |       |       |
|  | Botafogo         | 3                | Botafogo   | 2 (3) |            |            |  |  |       |       |
|  |                  |                  | Botafogo   | 2 (3) |            |            |  |  |       |       |
|  |                  | São Paulo (p.)   | 2 (5)      |       |            |            |  |  |       |       |
|  | Santos           | São Paulo (p.)   | 2 (5)      | 0     |            |            |  |  |       |       |
|  | Santos           |                  |            | 0     |            |            |  |  |       |       |
|  | Fluminense       | 3                |            |       |            |            |  |  |       |       |
|  | Fluminense       | 3                | Fluminense | 0     |            |            |  |  |       |       |
|  |                  |                  | Fluminense | 0     |            |            |  |  |       |       |
|  |                  | São Paulo        | 1          |       |            |            |  |  |       |       |
|  | São Paulo        | São Paulo        | 1          | 2     |            |            |  |  |       |       |
|  | São Paulo        |                  |            | 2     |            |            |  |  |       |       |
|  | Grêmio           | 1                |            |       |            |            |  |  |       |       |
|  | Grêmio           | 1                |            |       |            |            |  |  |       |       |

- As equipes classificadas estão em negrito.

### Gerais
- «Regulamento da Copa Rio Grande do Sul Sub-20 de 2016» (PDF). Federação Gaúcha de Futebol. 2016. Consultado em 4 de agosto de 2025. Arquivado do original (PDF) em 22 de dezembro de 2016
- «Tabela de jogos da primeira fase da Copa Rio Grande do Sul Sub-20 de 2016» (PDF). Federação Gaúcha de Futebol. 2016. Consultado em 4 de agosto de 2025. Arquivado do original (PDF) em 2 de julho de 2017
- «Tabela de jogos das fases finais da Copa Rio Grande do Sul Sub-20 de 2016» (PDF). Federação Gaúcha de Futebol. 2016. Consultado em 4 de agosto de 2025. Arquivado do original (PDF) em 2 de julho de 2017

### Específicas
1. ↑  Amanda Munhoz (3 de dezembro de 2015). «Por término de contrato entre FGF e CBF, Brasileirão Sub-20 será chamado de Copa Ipiranga Sub-20». Zero Hora. Consultado em 13 de dezembro de 2015. Arquivado do original em 4 de agosto de 2016
2. 1 2  «Com sete times gringos, Copa Ipiranga Sub-20 tem grupos e tabela definidos». Portal DaBase. 22 de novembro de 2016. Consultado em 4 de agosto de 2025. Arquivado do original em 6 de outubro de 2024
3. ↑  «Grandes clubes da América competirão com os maiores clubes do futebol brasileiro». Federação Gaúcha de Futebol. 9 de outubro de 2018. Consultado em 25 de dezembro de 2024. Arquivado do original em 27 de outubro de 2018
4. ↑  «Dupla Gre-Nal conhece adversários da Copa Internacional». Zero Hora. 14 de novembro de 2016. Consultado em 21 de novembro de 2016. Cópia arquivada em 21 de novembro de 2016
5. ↑  Janir Júnior (1 de dezembro de 2016). «Sub-20 da Chape fica fora de Copa e atletas serão utilizados no profissional». GloboEsporte.com. Arquivado do original em 13 de dezembro de 2016
6. ↑  «São Paulo define lista para Copa RS com reservas sub-20 e joias do sub-17». Lance!. 5 de dezembro de 2016. Consultado em 4 de agosto de 2025. Cópia arquivada em 26 de dezembro de 2024
7. ↑  «São Paulo bate o Botafogo nos pênaltis e conquista o Bi da Copa RS». Gazeta Esportiva. 18 de dezembro de 2016. Consultado em 4 de agosto de 2025. Cópia arquivada em 17 de setembro de 2017